# 大野町埋蔵文化財センター
大野町埋蔵文化財センター（おおのちょうまいぞうぶんかざいせんたー）は、岐阜県揖斐郡大野町の公共施設（埋蔵文化財センター・博物館）。
愛称は大野あけぼのミュージアム。愛称は公募により大野町在住の小学生により名付けられた。

## 概要
- 地方自治法、地方教育行政の組織及び運営に関する法律に基づき、埋蔵文化財の保存、活用を目的とした施設である[2]。2021年（令和3年）5月22日に開館記念式典が行われ、同年6月1日に開館[1]。
- JAいび川大野支店富秋出張所を転用し、改装した施設である。
- 大野町の埋蔵文化財を展示、収蔵する施設であるとともに、大野町の歴史を調査研究する拠点施設である。展示収蔵する史料は縄文時代から中世までである。
- 大野町にある古墳（北山古墳・野古墳群・上磯古墳群など）の出土品が多く展示されている。

## 主な展示物
- 野古墳群のプロジェクションマッピングの立体模型
- 石棒
- 直刀
- 須恵器
- 内行花文鏡 - 北山古墳（上磯古墳群）出土。岐阜県重要文化財。
- 四獣鏡 - 亀山古墳（上磯古墳群）出土。岐阜県重要文化財。
- 六獣鏡 - 亀山古墳（上磯古墳群）出土。岐阜県重要文化財。
- 鍍金七乳線彫式獣帯鏡（複製） - 南出口古墳（野古墳群）出土。五島美術館所蔵。
- 絹本著色五大尊像降三世明王像（複製） - 来振寺所有（奈良国立博物館寄託）。国宝。

## 利用案内
- 住所：岐阜県揖斐郡大野町大字稲富1542番地
- 営業時間：10：00 - 16：00
- 休館日：月曜日、祝日、年末年始（12月29日 - 1月3日）
- 利用料金：無料

## 交通アクセス

### 公共交通機関
- 岐阜バス・名阪近鉄バス・揖斐川町ふれあいバス「大野バスセンター」バス停より徒歩約40分
  - 東海道本線・高山本線岐阜駅及び名鉄名古屋本線・各務原線名鉄岐阜駅より岐阜バス大野忠節線【C39】「大野バスセンター」、モレラ忠節線【C30】「大野バスセンター」、真正大縄場線【O85】「大野バスセンター」行き
  - 東海道本線穂積駅より岐阜バス大野穂積線「大野バスセンター」行き
  - 東海道本線大垣駅より名阪近鉄バス大垣大野線「大野バスセンター」行き
  - 養老鉄道揖斐駅より揖斐川町ふれあいバス揖斐大野線「大野バスセンター」行き
- 樽見鉄道本巣駅下車、徒歩約35分
- 大野デマンドタクシー「大野あけぼのミュージアム」停留所下車、徒歩すぐ。

### 自動車
- 東海環状自動車道大野神戸ICより約15分（県道53号、県道92号、国道303号、県道78号経由）

## 周辺施設
- 大野町立北小学校
- 稲富簡易郵便局